# Phasia bucephala
Phasia bucephala là một loài ruồi trong họ Tachinidae.